# Vera Sós
Vera Sós   (Budapest, 11 de setembre de 1930 - valor desconegut, 22 de març de 2023), de casada Vera Turán Sós o Vera T. Sós, fou una matemàtica hongaresa, especialitzada en la teoria de nombres i combinatòria. Fou una estudiant i estreta col·laboradora de Paul Erdős i Alfréd Rényi. També va col·laborar freqüentment amb el seu marit Pál Turán, analista, teòric dels nombres, i combinatorista. Fins al 1987 va treballar al Departament d'Anàlisi de la Universitat Eötvös Loránd, a Budapest. Des de llavors, ha treballat per a l'Institut de Matemàtiques Alfréd Rényi. Va ser elegida membre corresponent (1985) i després membre (1990) de l'Acadèmia de Ciències d'Hongria. El 1997 va ser guardonada amb el Premi Széchenyi.
Una de les seves fites és el teorema Kővári–Sós–Turán en relació amb el nombre màxim possible d'arestes en un graf bipartit que no conté certs subgrafs complets. Un altre és l'anomenat teorema de l'amistat demostrat amb Paul Erdős i Alfréd Rényi: si, en un graf finit, qualsevol parell de vèrtexs tenen exactament un veí comú, llavors alguns vèrtexs s'uneixen a tots els altres. En teoria de nombres, Sós va demostrar el teorema de tres distàncies, conjecturat per Hugo Steinhaus i demostrat independentment per Stanisław Świerczkowski.

## Vida
Vera Sós era filla d'un mestre d'escola. En l'adolescència, Sós va assistir a la secundària jueva de carrer Abonyi a Budapest i es va graduar en 1948. Posteriorment va conèixer Alfréd Rényi i Paul Erdős, amb qui més tard va col·laborar, per mitjà del seu professor Tibor Gallai. Entre ella i Erdős han escrit una trentena de col·laboracions, així com amb András Sárközy o també Ralph Faudree. Sós considera que Gallai fou la persona que va descobrir el seu talent per a les matemàtiques. Sós és també una de les úniques tres nenes de totes les nenes a la classe de Gallai que es van convertir en matemàtiques. Sós més tard va assistir a la Universitat Eötvös Loránd on va estudiar matemàtiques i física, i es va graduar el 1952. Tot i que encara era una estudiant, Sós va ensenyar a la Universitat Eötvös en 1950. A l'edat de vint anys, va assistir a un Congrés de Matemàtiques a Budapest, i va assistir a un internat d'estiu.
El 1965 va començar el seminari setmanal Hajnal-Sós a l'Institut de Matemàtiques de l'Acadèmia de Ciències d'Hongria amb András Hajnal. El seminari es va considerar un "fòrum per a nous resultats en la combinatòria." Aquest seminari setmanal continua fins als nostres dies.
El 1957 va defensar el seu grau de kandidat nauk en matemàtiques i el 1980 va defensar el seu doctorat. Va esdevenir membre del Comitè de Matemàtiques de l'Acadèmia de Ciències d'Hongria, i després la seva presidenta. Fou elegida membre corresponsal de l' Acadèmia de Ciències d'Hongria el 1985 i membre complet el 1990. El 1995, l'Acadèmia Austríaca de Ciències la va admetre entre els seus membres. Entre 1988 i 1995 va ser membre del Comitè de Qualificació Científica i, de 1996 a 1998, va presidir també el Comitè Hongarès de Beques. El 2013 es va convertir en membre de l'Academia Europaea amb seu a Londres. Va ser elegida presidenta honorària de la Societat Matemàtica János Bolyai. .

## Premis
- Membre d'Academia Europaea: 2013
- Permi Széchenyi: 1997, pels seus èxits en combinatòria i teoria de nombres i els seus mèrits duradors en l'educació dels joves.
- Premi Acadèmic (hongarès: Akadémiai Díj): 1983
- Premi El meu país (hongarès: Hazám-díj): 2006
- Orde del Mèrit d'Hongria, 2002
- Medalla commemorativa Tibor Szelel: 1974[7]
- Medalla acadèmica d'or (hongarès: Akadémiai Aranyérem): 2015

## Família
Sós va conèixer el seu marit i col·laborador Pál Turán, també matemàtic i investigador de renom mundial en anàlisi matemàtica, a la universitat. Es van casar el 1952. Del seu matrimoni van néixer dos fills: György Turán, matemàtic, i Tamás Turán, filòsof-hebraista.

## Publicacions principals
- Sós, V. T. «On the distribution mod 1 of the sequence nα» (en anglès). Ann. Univ. Sci. Budapest. Eötvös Sect. Math., volum 1, 1958, pàg. 127–134.
- Kövari, T.; Sós, V. T.; Turán, P. «On a problem of K. Zarankiewicz» (en anglès). Colloquium Math., volum 3, 1954, pàg. 50–57.
- Krishnaswami Alladi, Steven Krantz, László Lovász, Vera Sós, Ronald Graham, Joel Spencer, Jean-Pierre Kahane, Mel Nathanson «Reflections on Paul Erdos on His Birth Centenary (I)» (en anglès). Notice of the AMS, febrer 2015, pàg. 121-126.
- Algebraic methods in graph theory, 1981.
- Combinatorial theory and its applications.
- Combinatorics, Paul Erdős is eighty.
- Erdős centennial.
- Finite and Infinite Sets.
- Intersection theorems for graphs II.
- Irregularities of partitions.
- N is a number.
- Number theory : diophantine, computational, and algebraic aspects : actes de la conferència internacional celebrada a Eger, Hongria, del 29 de juliol al 2 d'agost de 1996.
- Number theory, 1998.
- On a generalization of Turan's graph-theorem.
- On the distribution mod 1 of the sequence n.
- Paul Erdős and his mathematics : comunicacions d'investigació de la conferència celebrada a la memòria de Paul Erdős, Budapest, Hongria, del 4 a l'11 de juliol de 1999.
- Real analysis : foundations and functions of one variable.